# اچ‌ام‌اس نیجر (۱۷۵۹)
اچ‌ام‌اس نیجر (۱۷۵۹) (به انگلیسی: HMS Niger (1759)) یک کشتی بود که طول آن ۱۲۵ فوت (۳۸ متر) بود. این کشتی در سال ۱۷۵۹ ساخته شد.